# Gail Devers
Gail Devers, właściwie Yolanda Gail L. Devers, po mężu Roberts (ur. 19 listopada 1966 w Seattle) – amerykańska lekkoatletka – sprinterka i płotkarka, jedna z najbardziej utytułowanych lekkoatletek w historii. Uczestniczka pięciu edycji igrzysk olimpijskich (1988, 1992, 1996, 2000, 2004), w tym mistrzyni olimpijska z 1992 i 1996 roku.
Należy do nielicznego grona lekkoatletek, które zdobyły trzy złote medale olimpijskie: w Barcelonie (1992) zdobyła mistrzostwo olimpijskie w biegu na 100 m i sukces ten powtórzyła cztery lata później w Atlancie (1996), triumfując dodatkowo w sztafecie 4 × 100 m.
W mistrzostwach świata zdobyła łącznie pięć złotych medali: aż trzy wywalczyła w biegu na 100 m przez płotki (1993, 1995, 1999), dodatkowo zdobyła w tej konkurencji jeszcze dwa srebrne medale (1991, 2001). W Stuttgarcie (1993) wywalczyła jeszcze tytuł mistrzyni świata w biegu na 100 m i srebro w sztafecie, a w Atenach (1997) – sztafetowe złoto.
Równie bogaty jest dorobek Devers w halowych mistrzostwach globu: spośród czterech złotych medali trzy zdobyła w biegu na 60 m (1993, 1997, 2004), a jeden – w biegu na 60 m przez płotki (2003). Srebrne medale zdobyła na 60 m (1999) i w biegu płotkarskim (2004).

## Rekordy życiowe
- 100 m – 10,82 s (Barcelona, 1992)
- 100 m pł – 12,33 s (Sacramento, 2000)
- 50 m w hali – 6,02 s (Liévin, 1999) – 3. wynik w historii światowej lekkoatletyki
- 60 m w hali – 6,95 s (Toronto, 1993) – były rekord Ameryki Północnej, 4. wynik w historii światowej lekkoatletyki
- 60 m pł w hali – 7,74 s (Boston, 2003)